# Lekkoatletyka na Letnich Igrzyskach Paraolimpijskich 2012 – 100 metrów T37 kobiet
W biegu na 100 metrów kl. T37 kobiet podczas Letnich Igrzysk Paraolimpijskich 2012 rywalizowało ze sobą 15 zawodniczek. W konkursie udział wzięły zawodniczki z porażeniem mózgowym, posiadających problemy z koordynacją ruchową w połowie swego ciała.

## Wyniki

### Eliminacje

#### Bieg 1
| Miejsce | Zawodniczka                 | Państwo         | Czas  | Uwagi |
| ------- | --------------------------- | --------------- | ----- | ----- |
| 1.      | Mandy Francois-Elie         | Francja         | 14.30 | Q     |
| 2.      | Oksana Kreczunjak           | Ukraina         | 14.40 | Q, PB |
| 3.      | Neda Bahi                   | Tunezja         | 14.53 | Q, PB |
| 4.      | Katrina Hart                | Wielka Brytania | 14.71 | q     |
| 5.      | Isabelle Foerder            | Niemcy          | 14.82 |       |
| 6.      | Swietłana Sergeewa          | Rosja           | 14.89 |       |
| 7.      | Marta Langner               | Polska          | 15.00 | SB    |
| 8.      | Matthildur Thorsteinsdottir | Islandia        | 15.89 | =PB   |

#### Bieg 2
| Miejsce | Zawodniczka            | Państwo         | Czas  | Uwagi |
| ------- | ---------------------- | --------------- | ----- | ----- |
| 1.      | Maria Seifert          | Niemcy          | 14.30 | Q     |
| 2.      | Jenny McLoughlin       | Wielka Brytania | 14.48 | Q, PB |
| 3.      | Wiktoryja Krawczenko   | Ukraina         | 14.58 | Q     |
| 4.      | Johanna Benson         | Namibia         | 14.63 | q, PB |
| 5.      | Cao Yuanhang           | Chiny           | 14.76 | RR    |
| 6.      | Anastazja Owszannikowa | Rosja           | 14.90 |       |
| 7       | Heather Jameson        | Irlandia        | 15.08 | PB    |

### Finał
| Miejsce | Zawodniczka          | Państwo         | Czas  | Uwagi |
| ------- | -------------------- | --------------- | ----- | ----- |
|         | Mandy François-Elie  | Francja         | 14.08 | ER    |
|         | Johanna Benson       | Namibia         | 14.23 | AR    |
|         | Neda Bahi            | Tunezja         | 14.36 | PB    |
| 4.      | Maria Seifert        | Niemcy          | 14.37 |       |
| 5.      | Oksana Kreczunjak    | Ukraina         | 14.37 | PB    |
| 6.      | Katrina Hart         | Wielka Brytania | 14.41 |       |
| 7.      | Jenny McLoughlin     | Wielka Brytania | 14.48 | =PB   |
| 8.      | Wiktoryja Krawczenko | Ukraina         | 14.48 |       |